# NMS Amiral Murgescu
NMS Amiral Murgescu — мінний загороджувач і ескортний корабель ВМС Румунії, перший морський військовий корабель, побудований у Румунії, та найбільший румунський військовий корабель, збудований під час Другої світової війни.  
Amiral Murgescu встановлював численні мінні поля, які простягалися від болгарського порту Бургас до кримського порту Севастополь. Ці мінні загородження завдали значних втрат кораблям Чорноморського флоту СРСР.  
Корабель також здійснював численні місії з ескортування конвоїв і брав участь в евакуації військ Криму в травні 1944 року, яка проводилася силами Осі. Завдяки успішним бойовим діям до травня 1944 року корабель був двічі нагороджений.  
Захоплення та подальша служба  
У вересні 1944 року Amiral Murgescu був захоплений СРСР і включений до складу Чорноморського флоту як мінний загороджувач Дон. Після завершення Другої світової війни корабель продовжив службу до 1988 року, коли був списаний і розібраний на металобрухт.  

## Опис

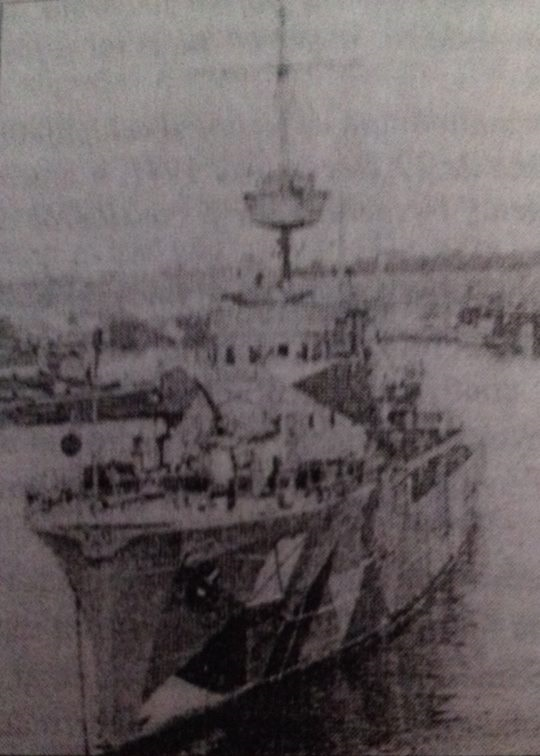
Адмірал Мурджеску, вигляд зпереду

Адмірал Мурджеску був закладений 1 серпня 1938 року і спущений на воду 14 червня 1939 року. Повне водотоннажність становила 1 068 тонн, стандартна — 812 тонн. Довжина корабля становила 76,9 метра, ширина — 9,1 метра, осадка — 2,5 метра.
Корабель був озброєний:
- Двома 105 мм гарматами SK C/32 для боротьби як з морськими, так і повітряними цілями.
- Двома 37 мм зенітними гарматами Rheinmetall.
- Чотирма 20 мм гарматами Oerlikon.
- Двома спареними 13 мм кулеметами.

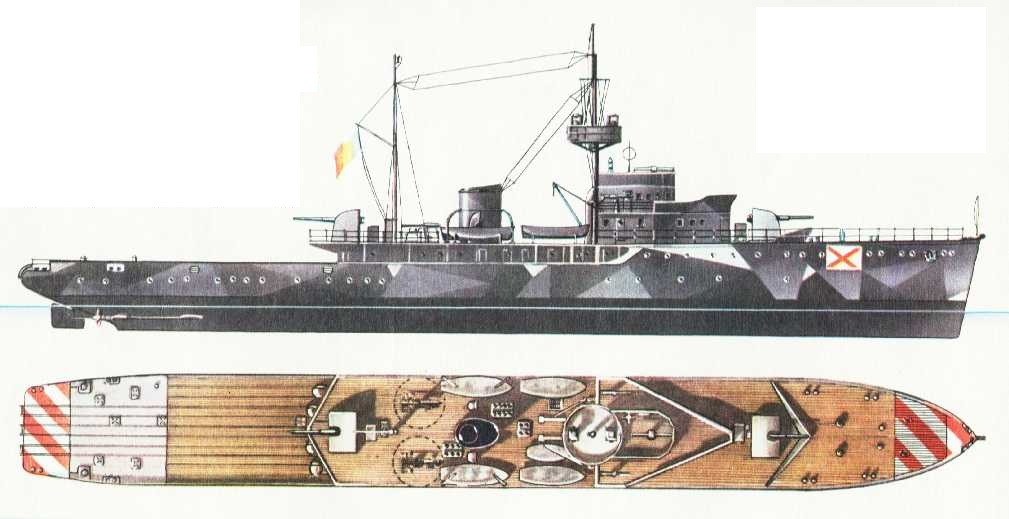
Діаграма Амірала Мургеску (зверніть увагу на щити від зброї, які були зняті після її перших тижнів служби)

Також був оснащений двома глибинними бомбометами та міг нести до 200 мін і глибинних бомб (135 мін і 65 глибинних бомб). У липні 1941 року захисні щити на головних гарматах були демонтовані для покращення можливостей протиповітряної оборони.
Двигуни корабля складалися з двох дизельних двигунів Krupp потужністю 780 кВт (1 050 к.с.) кожен, які забезпечували максимальну швидкість 30 км/год (16 вузлів) і дальність плавання до 6 300 км (3 400 морських миль). Екіпаж складався з 135 осіб.
На борту Адмірал Мурджеску також міг транспортуватися моторний катер для тралення мін. Катер мав водотоннажність 9 тонн і був озброєний 20 мм зенітною гарматою, 8 мм кулеметом і 6 глибинними бомбами.

## Історія створення
Корабель був спроєктований у німецько-голландській компанії *IvS* на основі голландського мінного загороджувача HNLMS Jan van Brakel HNLMS Jan van Brakel (F825). Мінний загороджувач заклали на румунській верфі в Галаці під стапельним номером «конструкція № 42». 2 березня 1941 року корабель своїм ходом прибув на головну базу румунського флоту в Констанці й 15 травня 1941 року увійшов до складу флоту.  
Другий корабель цієї серії — Cetetea Alba — був закладений у 1939 році, однак не завершений. Будівництво ще двох кораблів цього класу було скасоване.

## Оперативна історія

### Служба в румунському флоті

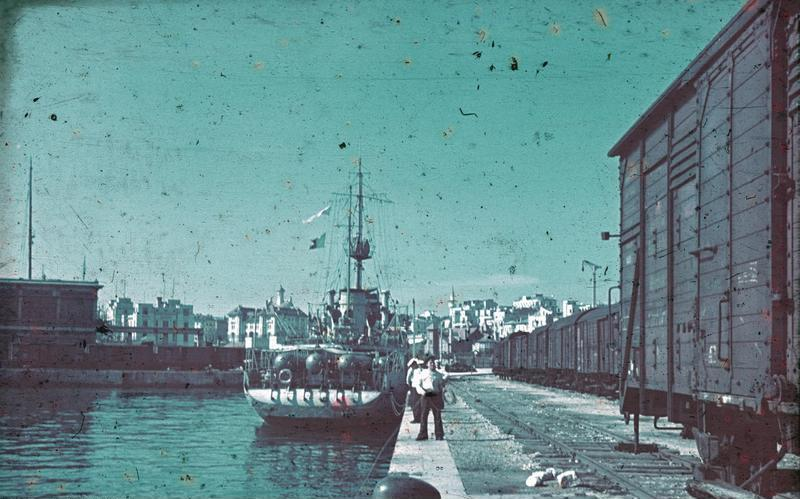
Амірал Мургеску, заряджений мінами та готовий до відправлення, Констанца, жовтень 1941 року

У період Другої світової війни Amiral Murgescu мав чотирьох командирів: Александру Думбрава (1941–1942), Овдіу Мержиняну (1942–1943), Георге Хартінг (1943) та Антон Фока (1943–1944).
Amiral Murgescu був прийнятий на службу 2 березня 1941 року. Першою місією корабля було мінування з 16 по 19 червня 1941 року: разом із румунськими мінними загороджувачами NMS Regele Carol I та NMS Aurora корабель встановив 1 000 мін між мисом Мідія та Тузлою для захисту порту Констанца. 26 червня під час нападу Чорноморського флоту СРСР на порт Констанца Amiral Murgescu разом із лідером ескадрених міноносців Mărăști, есмінцем Regina Maria та німецькою береговою батареєю Тірпіц відбив атаку. У результаті радянський лідер есмінців Москва підірвався на румунських мінах і затонув, а крейсер Ворошилов був пошкоджений. У той самий день корабель збив два радянські літаки.
Пізніше румунські міни біля Констанци потопили радянські підводні човни Щ-213, М-58, М-34 і Щ-208. Однак у 1943 році на румунських мінах біля Констанци також загинув німецький катер R-36.
23 червня 1941 року під час радянського авіаудару два члени екіпажу корабля були поранені. Наступного дня під час чергового нападу корабель збив два радянські літаки, а 25 червня — ще три літаки за 15 хвилин.
7–16 жовтня 1941 року Amiral Murgescu разом із румунськими мінними загороджувачами Regele Carol I та Dacia і в супроводі румунських торпедних катерів, канонерок і болгарських торпедних катерів встановив кілька мінних полів уздовж болгарського узбережжя. На цих мінах пізніше підірвалися чотири радянські підводні човни: С-34, Л-24, Щ-210 і Щ-211.

У 1942 році корабель брав участь у кількох операціях із мінування поблизу гирла Дунаю, Одеси та острова Зміїний. На мінах, встановлених біля Зміїного, 11 грудня 1942 року загинув підводний човен Щ-212. Радянський крейсер Ворошилов також був пошкоджений румунськими мінами під час обстрілу острова.
У вересні 1943 року Amiral Murgescu встановив мінні поля поблизу Севастополя та Херсонської затоки. Як ескортний корабель він брав участь у 16 конвоях між Констанцою та Севастополем. Під час евакуації Криму в квітні 1944 року Amiral Murgescu збив два радянські бомбардувальники, хоча один із його гарматних розрахунків був пошкоджений}.
12 травня 1944 року корабель, командований капітаном Антоном Фока, став останнім румунським кораблем, що залишив Крим під час евакуації. Він евакуював близько 1 000 військовослужбовців, включно з німецьким генералом Вальтером Хартманом
25–26 травня 1944 року Amiral Murgescu разом із Dacia брав участь у посиленні мінного поля біля Сулини. Пізніше це поле потопило німецький катер S-148.
До травня 1944 року корабель був нагороджений орденами Зірки Румунії та Корони Румунії.

### Служба в Радянському флоті
Після перевороту 23 серпня 1944 року корабель був захоплений радянськими військами й увійшов до складу Чорноморського флоту під назвою Дон. У 1945 році його переобладнали у навчальний корабель, пізніше він служив як плавуча база та ремонтне судно під назвами ПМ-76 і ПМР-76. Корабель було виключено зі складу флоту 27 травня 1988 року та продано на металобрухт.

### Сестринські кораблі
Із запланованих чотирьох кораблів цього класу завершено було лише Amiral Murgescu. Його сестринський корабель Cetatea Albă був закладений у 1939 році, але не завершений у Румунії. У 1940 році його будівництво завершила німецька верф Blohm & Voss у Гамбурзі, хоча його точне озброєння та подальша доля залишаються невідомими.
Два інші заплановані кораблі були замінені меншими суднами, такими як мінний загороджувач Aurora та канонерський човен Remus Lepri, який загинув під час випробувань у січні 1941 року